# Adecco
Adecco S.A. je najveća švicarska agencija za rad, sa sjedištem u Chéserexu koja posluje u preko 60 zemalja.

## Povijest
Godine 1996., tvrtka je nastala spajanjem švicarskog Adia Interima i francuske Ecco agencije za rad.

## Vanjske poveznice
- stranica Adeccoa u Hrvatskoj